# Моллі Фаустман
Моллі Фаустман (псевдонім, la Vagabonde; (15 березня 1883 , Kungsholm parishd  — 4 січня 1966 , Storkyrkoförsamlingend, лен Стокгольм ) — шведська художниця, ілюстраторка, журналістка та письменниця.

## Біографія
Родом із району Кунгсхольмен, Моллі Фаустман була однією з трьох дочок інженера Едварда Фаустмана та професорки Альми Карстен. Вона навчалася у шведського художника Карла Вільгельмсона в художній школі Валанда в Гетеборзі з 1905 по 1908 рік. У 1910 році переїхала до Парижа, щоб завершити своє навчання в Анрі Матісса.
З 1910 по 1915 Фаустман перебувала у шлюбі з Гестом Торнеквіст, а з 1917 по 1926 — у другому. У них було двоє дітей, Туттан Фаустман-Гедберг (1917—1999) та Хампе Фаустман (1919—1961). Вона брала участь у заснуванні інноваційних педагогічних шкіл, таких як Olofskolan та Viggbyholmsskolan в районі Стокгольма.
Фаустман похована на кладовищі Skogskyrkogården у Стокгольмі.

## Художня кар'єра
Ще в 1909 році Фаустман представила свої перші роботи разом з художниками Гьостою Торнеквістом, Франсом Тіменом та Карлом Лютандером. Зосереджувалася, головним чином, на яскравих пейзажах з характеристиками експресіонізму та романтики, зокрема дитячих мотивів. Разом з шведською художницею Віра Нільссон у 1917 році вона виставила свої кубістичні роботи на виставці в Овенліссалі. Вона також створила портрети, зокрема Уно Геннінга, Туре Нерман та Ганни Боррі.
Фаустман була членом асоціації художників Optimisterna з 1924 по 1932 рік і разом з групою виставлявся в Liljevalchs konsthall . Приєдналася до арт-групи Independentna . Вона мала кілька персональних виставок у Будинку художників у Стокгольмі в 1930 -х та 1940 -х роках, а також брала участь у групових виставках, наповнених сучасним християнським мистецтвом . У 1949 році вона створила монументальний живопис Människans glädjeämnen в Härnösands småskoleseminarium.
Роботи Фаустман представлені у Національному музеї, Музеї сучасності, Музеї мистецтв Гетеборга, Länsmuseet Gävleborg, Östergötlands Museum, Norrköpings konstmuseum та Hälsingland Museum.

## Літературна кар'єра
Під псевдонімом la Vagabonde Фаустман регулярно писала у газетах Idun і Dagens Nyheter . У 1926 році вона зіграла головну роль у кампанії, яка призвела до закриття бульварного журналу Fäderneslandet . Вона також опублікувала кілька книг, створила книжкові ілюстрації та намалювала комікси, такі як Туттан і Путте в газеті Dagens Nyheter.